# Oscar Björk (friidrottare)
Oscar Björk (1889–1980), var en svensk friidrottare (långdistanslöpare). Han tävlade för Södermalms IK och vann SM-guld i maratonlöpning år 1916.